# Амитис (дочь Ксеркса)
Амитис — ахеменидская принцесса, дочь Ксеркса I и Аместриды, сестра Артаксеркса I. Она была выдана замуж за знатного перса Мегабиза. Амитис и её мать изображены в рассказе Ктесия как самые могущественные женщины во время правления Артаксеркса.

## Жизнь
Около 445 г. до н. э. её муж Мегабиз начал успешное восстание в Сирии против Артаксеркса I. Первоначально Амитис оставалась с царём во время войны; однако позже она вместе с Аместридой и сатрапом Артарием участвовала в мирных переговорах. Впоследствии Мегабиз снова попал в опалу и был изгнан и сослан в город на берегу Персидского залива. После пяти лет изгнания Мегабиз был прощён и ему разрешили вернуться ко двору, опять же благодаря заступничеству Амитис и Аместриды.
Амитис родила Мегабизу двух сыновей: Зопира и Артифия. После смерти отца и матери Зопир бежал в Афины, где, по словам Ктесия, он «был хорошо принят благодаря услугам, которые его мать оказала афинянам».
Греческие источники изображают Амитис распутной женщиной. По словам Ктесия, во время правления Ксеркса Мегабиз обвинил её в прелюбодеянии. Тот же историк далее утверждает, что после смерти её мужа у неё был роман с греческим врачом Аполлонидом Косским, и что, когда этот роман был обнаружен, Аполлонид был замучен и казнён царицей-матерью Аместридой. Динон, другой греческий историк, описывает Амитис как самую красивую и распутную женщину Азии. Самая трудная проблема при использовании историков, таких как Ктесий или Динон, в качестве надежных источников, заключается в том, что они, как правило, писали удивительные истории, которые лучше нравились бы их читателям, часто без особого внимания к исторической строгости. Таким образом, отсутствие первоисточников делает невозможным точное изображение Амитис.